# Landsforeningen for Ædru Livsstil

Landsforeningen for Ædru Livsstil är en dansk ideell  förening som enligt stadgarna har till uppgift att främja en nykter livsstil genom upplysning och frivilligt socialt arbete.
Föreningen har sina rötter i de nykterhetsföreningar som bildades 1879 - 80 och 1881 bildade en nationell sammanslutning kallad Danmarks Totalafholdsforening.
1885 ändrades namnet till Danmarks Afholdsforening och 2019 bytte man namn till det nuvarande och avskaffade nykterhetskravet för medlemskap.
Den minoritet som motsatte sig detta bröt sig då ut och bildade en ny nykterhetsförening under det ursprungliga namnet.
Danmarks Afholdsforening var som störst under Första världskriget med 69 000 medlemmar. 
Man hade då lokalavdelningar i varje socken i landet och omkring 1800 lokaler.

## Ordförande genom tiderna
- Claus Johannsen (1881-1921)
- C C Heilesen (1921-24)
- Carl Ottosen (1924-35)
- Kristian Larsen (1935-43)
- Marius Heilesen (1943-47 och 1952-54)
- Kristian Nygaard (1947-52)
- Oskar Hviid (1954-59)
- Thomas Egebæk (1959-63)
- Pether Leth Knudsen (1963-70)
- Kaj Rasmussen (1970-80)
- Viktor Mark Nielsen (1980-92)
- Henning Sørensen ( 1992-2012)
- Torsten Nørgaard (från 2012)
- Benny Finderup (död 2018)
- Jan S. Jensen (från 2019)